# Ксенија Петровић Његош
Ксенија Петровић Његош (Цетиње, 22. април 1881. — Париз, 10. март 1960) била је црногорска кнегиња, ћерка краља Николе Петровића Његоша и Милене Петровић. Била је њихово десето дете и осма кћи. Није била удата, нити је иза себе оставила потомке.
Остала је упамћена и као прва жена на Балкану која је возила аутомобил, али и прва принцеза која се бавила фотографијом.

## Биографија
Кнегиња Ксенија Петровић Његош рођена је на Цетињу, као осма ћерка и десето од дванаесторо деце црногорског краља Николе и краљице Милене. Кумовао јој је у то време тек крунисани руски цар Александар III.
Међутим, то кумство јој није дало привилегију да се, као старије сестре, школује у институту у Смољном. Наиме, баш у то време десио се један инцидент са принцезом Јеленом на руском двору. На једном балу 1890. због ње су се сукобили Карл Манерхајм, будући фински премијер и Арсен Карађорђевић, брат кнеза Петра Карађорђевића и девер најстарије Јеленине сестре Зорке. Посвађали су се око плеса са принцезом Јеленом, што се окончано двобојем у којем је Финац био тешко рањен. Јелену су од тада почели попреко гледати чак и у руској царској кући и она је ускоро морала да напусти Петроград и вратити се на Цетиње. Због тога је одлучено да, уместо у Русији, Ксенија и најмлађа Вјера наставе образовање на Цетињу. Савременици су Ксенију доживљавали као изузетно образовану, достојанствену, принципијелну, карактерну и одважну особу. Она сама користила је сваку прилику да отпутује у иностранство да би усавршавала језике.

### Просци
Принцеза Ксенија се, упркос лепоти и великом броју удварача, никада није удала. Било је то помало чудно, посебно за то време, а и због чињенице да се црногорска династија, управо захваљујући ћеркама, ородила са многим краљевским породицама Европе: принцеза Зорка је била супруга краља Петра Првог Карађорђевића, принцеза Јелена је удајом за Виториа Емануела III Савојског постала италијанска краљица, принцеза Милица и принцеза Анастасија биле су удате за руске велике кнежеве Петра и Николаја Николајевича Романова, а принцеза Ана за кнеза Франца Јосифа од Батенберга, брата бугарског кнеза Александра I Батенберга.
Према новинским и другим изворима из тог времена, за брак са принцезом Ксенијом били су заинтересовани многи угледни краљевићи тог доба, међу којима су били српски краљ Александар Обреновић, грчки принчеви Никола, Ђорђе и Андреј и бугарски кнез Фердинанд. Од девет ћерки, краљ Никола није успео добро да уда само Вјеру, а принцеза Ксенија је својом вољом остала неудата. Приче о вечитој удавачи, принцези Ксенији од Црне Горе, чуле су се у целој тадашњој Европи, али историјски извори наводе да за особу њеног карактера и духовне снаге такав избор није био нимало чудан.

### Ратне године
Током ратне 1915, како се може закључити из њених писама, принцеза Ксенија једно време није боравила у Црној Гори али је,
како се у једном од њих наводи, после Ускрса те године намеравала да се врати на Цетиње и вратила се. Током ратних година она обавља послова техничке природе, неопходних Двору, као и послове хуманитарног карактера, попут одабира одеће која је у виду помоћи стизала из Америке. Она води бригу о
трошковима, организује израду пољских кревета, набавља платно... Како се из писама види, кревети су вероватно били потребни за смештај избеглица из Босне и Херцеговине. За избјеглице из Босне и Херцеговине, у циљу обезбеђивања неопходних средстава, она планира организовање лутрије уз помоћ виђенијих жена на Цетињу.

### Живот у изгнанству
Принцеза Ксенија је 19. јануара 1916. године са породицом отишла у егзил и никада се више, током живота, није вратила у Црну Гору. Породица Петровић Његош избегла је из Црне Горе у Бриндизи у Италији. Краљ Никола је из Италије отпутовао за Француску, у Лион, а затим га је француска влада преселила у Бордо. У мају је прешао у париско предграђе Неји на Сени,. Ксенија је остала уз оца све до његове смрти, 2. марта 1921. године. У то доба била је његова десна рука, главни политички саветник, најсавеснији секретар и стуб црногорске монархије у егзилу. Оно што је било карактеристично за њу био је огроман патриотизам и учешће у унутрашњој и спољној политици државе, што се не може рећи за осталу децу краља Николе, посебно синове који нису имали таленат, а ни вољу да се баве тим послом. Краљу је било изузетно стало до Ксенијиног мишљења, толико да јој је често препуштао доношење важних државних одлука, о чему можда довољно говори и податак да ју је звао „Велика”.
У озбиљној и тешкој ратној атмосфери, поред војних, државних, дипломатских и других важних послова, Ксенија је Двору обављала и дневне техничке послове, занемарујући свој положај принцезе ради опште користи.

### Послератни период
По завршетку рата принцеза Ксенија била је ангажована у многим хуманитарним црногорским друштвима, која су се тада оснивала у Француској. На различите начине помагала је Црној Гори, заробљеним војним лицима, избеглицама, женама и деци. Ни у једном од ових друштава њена улога није била само почасна, већ саветодавна и организациона. Била је свесрдно ангажована на прибављању, одабиру и паковању бројне и разноврсне робе, намирница и одеће.
Обзиром на ситуацију у којој је краљ Никола свргнут с власти, Ксенијино материјално стање бивало је све лошије. После смрти родитеља са сестром Вјером је, како би обезбедиле егзистенцију, једно кратко време обављала и дактилографске послове у једној фабрици.
Временом је Ксенија остала скоро сама, после смрти свих чланова породице. Једино ју је надживела сестра Ана, која је живела у Швајцарској и умрла 1971. Повремено је продавала или залагала своју скромну преосталу покретну или непокретну имовину, у покушајима да савлада непоправљиве финансијске проблеме. Делимичну надокнаду, у форми ренте, примала је од Краљевине Југославије, али јој је то нова власт после 1945. године укинула. Упорно се борила за свој правно утемељен статус члана црногорске династије, никада не прихватајући понуђене износе у форми помоћи.
О ренти и правном и праведном третирању њеног статуса као члана црногорске династије Петровић Његош преговарала је и са властима СФРЈ, али је и даље одбијала новац у виду помоћи, упркос лошем финансијском стању.

### Старост и смрт
До краја живота принципијелно се залагала за свој статус, без обзира што јој је компромисно прихватање појединачних нуђених решења могло поправити животне услове, који су били ванредно тешки. Умрла је 10. марта 1960. године у Паризу, у 78. години. Сахрањена је у Руској православној цркви у Кану, поред сестара Милице и Анастасије и њихових мужева. Њени земни остаци, заједно са земним остацима црногорског владарског пара и принцезе Вјере, пренети су у Црну Гору 1. октобра 1989. године сахрањени у Дворској капели на Ћипуру.

## Мајстор фотографије и возач
Принцеза Ксенија стала је упамћена и као прва жена на Балкану која је возила аутомобил, али и прва принцеза која се бавила фотографијом. Фотографије које су остале иза ње представљају драгоцено сведочанство о Црној Гори с почетка 20. века и осликавају живот и трагедију ње и њене породице и државе Црне Горе.
Фотоапарат је увек носила са собом и тако бележила драматичне историјске тренутке времена у коме је живела. Фотографисала је портрете породице, свакодневни живот људи, пејзаже... Често је фотографисала оца, чак и у најинтимнијим тренуцима. Била је и чланица Бечкога друштва за фотографију.
Упамћена је и као прва жена возач не само у Црној Гори, већ и на Балкану. Возила је аутомобил марке фиат 1100 који је на поклон добила од сестре Јелене.

## Почасти
Године 1994. црногорска позоришна редитељка Радмиле Војводић, у копродукцији Краљевског позоришта Зетски дом поставила је на сцену позоришну представу „Принцеза Ксенија од Црне Горе”. Представа је премијерно изведена 10. фебруара 1994. године на Цетињу, а 5. октобра 1997. у Подгорици. Принцезу Ксенију у млађим годинама играла је црногорска глумица Варја Ђукић, а у старости Мира Ступица.
Акценат у представи стављен је на патњу породице Петровић Његош у изгнанству, а посебно на оно што је Ксенија осећала, мислила и радила у таквој ситуацији.
На дан државности Црне Горе, 13. јул 2022. године, отворена је прва дионица аутопута А1, који је добио име Аутопут Принцеза Ксенија.
На Цетињу јој је 9. новембра 2022. подигнут споменик.

## Породично стабло
| \| \| \| \| \| 2. Никола I Петровић \| \| \| \| \| \| \| \| \| \| \| \| \| \| \| \| \| \| \| \| \| \| \| \| \| \| \| \| \| \| \| \| \| 1. Ксенија Петровић Његош \| \| \| \| \| \| \| \| \| \| \| \| \| \| \| \| \| \| \| \| \| \| \| \| \| \| \| \| \| \| \| \| \| \| \| \| 3. Милена Петровић Његош \| \| \| \| \| \| \| \| \| \| \| \| \| \| \| \| \| \| \| \| \| \| \| \| \| |                           |  |  |                      |  |  |  |
| |                           |  |  | 2. Никола I Петровић |  |  |  |
| |                           |  |  |                      |  |  |  |
| |                           |  |  |                      |  |  |  |
| |                           |  |  |                      |  |  |  |
| | 1. Ксенија Петровић Његош |  |  |                      |  |  |  |
| |                           |  |  |                      |  |  |  |
| |                           |  |  |                      |  |  |  |
| |                           |  |  |                      |  |  |  |
| | 3. Милена Петровић Његош  |  |  |                      |  |  |  |
| |                           |  |  |                      |  |  |  |
| |                           |  |  |                      |  |  |  |

## Породица

### Родитељи
| име                     | слика | датум рођења      | датум смрти    |
| ----------------------- | ----- | ----------------- | -------------- |
| Никола I Петровић Његош |       | 19. октобар 1841. | 2. март 1921.  |
| Милена Петровић Његош   |       | 4. мај 1847.      | 16. март 1923. |

### Браћа
| име          | слика | датум рођења      | датум смрти         | супружник                              |
| ------------ | ----- | ----------------- | ------------------- | -------------------------------------- |
| Принц Данило |       | 29. јун 1871.     | 24. септембар 1939. | Јута од Мекленбурга                    |
| Принц Мирко  |       | 17. април 1879.   | 2. март 1918.       | Наталија Константиновић, брак разведен |
| Принц Петар  |       | 10. октобар 1889. | 7. мај 1932.        | Виолета Вегнер                         |

### Сестре
| име                       | слика | датум рођења       | датум смрти        | супружник                                              |
| ------------------------- | ----- | ------------------ | ------------------ | ------------------------------------------------------ |
| Кнегиња Зорка             |       | 23. децембар 1864. | 16. март 1890.     | краљ Петар I                                           |
| Велика кнегиња Милица     |       | 26. јул 1866.      | 5. септембар 1951. | Велики кнез Петар Николајевич                          |
| Велика кнегиња Анастасија |       | 4. јануар 1868.    | 15. новембар 1935. | Георг фон Лојхтенберг; Велики кнез Николај Николајевич |
| Принцеза Марија           |       | 29. март 1869.     | 7. мај 1885.       | звана Марица, умрла у младости                         |
| Краљица Јелена            |       | 8. јануар 1873.    | 28. новембар 1952. | Краљ Виторио Емануеле III                              |
| Принцеза Ана              |       | 18. август 1874.   | 22. април 1971.    | Франц Јозеф од Батенберга                              |
| Принцеза Софија           |       | 2. мај 1876.       | 14. јун 1876.      | умрла у детињству                                      |
| Принцеза Вјера            |       | 22. фебруар 1887.  | 31. октобар 1927.  | није се удавала                                        |